# Заборозновцы
Заборозновцы (укр. Заборознівці)— село в Новоушицком районе Хмельницкой области Украины.
Население по переписи 2001 года составляло 386 человек. Почтовый индекс — 32508. Телефонный код — 3847. Занимает площадь 1,68 км². Код КОАТУУ — 6823388002.

## Общая информация

### Географическое расположение
Заборозновцы — село Новоушицкого района Хмельницкой области. Расположено в юго-восточной части области, северо-восточной части района. Как и весь Новоушицкий район, Заборозновцы является частью Подольской возвышенности и лесостепной зоны. На юге граничит с селом Жабинцы, на западе — с селом Пилипковцы, на севере — с селом Говоры Виньковецкого района, а на востоке — с селом Гули Барского района Винницкой области.
Средняя высота над уровнем моря составляет 260 м.

### История
Село Заборозновцы основано в 1467 году. Село отмечено на Генеральной карте Украины французского инженера Гийома Боплана, которую он издал в Данциге в 1648 году.

## Местный совет
32614, Хмельницкая область, Новоушицкий район, с. Пилипковцы